# 人民平等与民主党
人民平等与民主党（土耳其語：Halkların Eşitlik ve Demokrasi Partisi，缩写为DEM Parti），前称綠色與左翼未來黨 （Yeşiller ve Sol Gelecek Partisi，缩写为YSGP），是土耳其的一个政党，成立于2012年11月25日，由平等和民主党与绿党合併而成。其标志由一棵树组成，紫色的树干形成一个人形，树冠由一片片绿叶组成，黄色的太阳在树冠中间形成人形的头部。其联合主席是奇德姆-克勒克贡-乌恰尔和易卜拉欣-阿克恩。

## 历史
该党最初将自己定义为一个具有左翼自由主义思想的绿色政党。
2014年，该党在2014年土耳其总统选举中支持薩拉赫丁·德米爾塔什作为总统候选人。他们还在2015年6月的议会选举中支持人民民主党。
在2016年4月2日的第二次代表大会上，该党将简称改为“绿色左翼党”。萨拉赫丁·德米尔塔什什后来建议，在人民民主党可能被禁止的情况下，所有人民民主党黨籍候选人将以YSP的名义参加2023年的议会选举。
2023年3月24日，人民民主党和其他左翼政黨决定以綠色左翼黨的名義联合参加总统和议会选举。
2023年10月15日，更名为人民平等与民主党。